# أيهة
أيهة هي إحدى القرى اللبنانية من قرى قضاء راشيا في محافظة البقاع.